# COVID-19に対する薬剤研究
COVID-19に関する薬剤の研究（コビッド19にかんするやくざいのけんきゅう）は、新型コロナウイルス感染症（COVID-19）への予防薬および治療薬に関する研究である。2020年代に入り、感染者数は2021年9月時点においてもなお、拡大中で収束の気配がない。そのため、世界中の研究機関や医薬品会社では新薬の開発やドラッグリポジショニングによる対応を迫られている。

## 新薬の開発
多数の候補の化合物があり、既に有力な候補が複数見つかっており臨床試験の早期実施が期待される。またFolding@home（フォールディング・アット・ホーム、FAH）でシミュレーションが進められる。
新薬の開発に必要な実験動物の供給が不足しており、臨床試験の遅延が懸念されている。
新薬の開発が急がれている一方で未知の副作用の潜在的な危険性が懸念される。
新薬の市場規模はそれほど大きくはなく、収益が見込めない可能性があり、大手製薬会社も開発に消極的である。そのため、新薬の開発と並行して副作用が判明していて製造技術も確立されている既存薬を転用する薬剤転用研究も進行中である。

## コンピュータ創薬
タンパク質間相互作用 (PPI) に関する原理的な知見として、相互作用を生じる二つのタンパク質などは、それらの一部同士が空間的に合致する（嵌まる）形であることが多いことが分かっている。この原理を利用して、SARS-CoV-2 の立体構造に対して、既知のあらゆるタンパク質の立体構造を様々に当ててみてどこか嵌まらないかとしらみつぶしに調べることで、抗SARS-CoV-2薬の候補となるタンパク質群を発見するアプローチが可能である。しかしこれには膨大な計算量が必要となる。そこで、1台のコンピュータだけでなく多数のコンピュータで分散して計算することが発見の近道となる。世界中から無償ボランティアを募集してコンピュータを自動的に借りながら発見作業を進めるというオープンなプロジェクトが、いくつか開始している。
こうしたプロジェクトには世界の誰でも参加して自分のパソコンで薬剤発見に貢献できる。インストールしたプログラムアプリがデータを自動的にダウンロードして解析してサーバに次々報告する。参加者はインストールと必要に応じて設定を行えばよい。その代表的なものとして、2020年2月末、セントルイス・ワシントン大学に拠点を持つ分散コンピューティングプロジェクトのFolding@homeでは、本ウイルスへの取り組みの基盤を提供し、個人・企業が所有するパソコンの余剰パワーの提供を募集した。
グレッグ・ボウマン博士は「近い将来に最も期待がかかるのは、いずれかの部位に結合できる既存の薬剤を見つけられるかどうかだ」と述べた。NVIDIAやGitHubなどIT大手、redditのパソコン・ゲーム愛好家グループなど2週間で40万人以上が専用アプリをダウンロードした。3月25日、Folding@homeの演算能力は約1.5エクサFLOPSに達した。TOP500の上位100スーパーコンピュータの合算を上回る能力を獲得し、これまでの数千倍長いタンパク質を対象とするシミュレーションが可能となっている。

## 探索研究

### 中国
2020年1月25日、中国の20以上の機関からなる研究グループは、有効な可能性のある薬剤等のスクリーニング（探索）を行った結果、候補物質30種類を発見したと発表した。そのリストには、インジナビル、サキナビル、ロピナビル、カルフィルゾミブ、リトナビル、その他12の抗HIV薬、また、サンズコン（山豆根）などの漢方薬、イタドリ（虎杖）などの天然物も含まれている。
1月29日、中国科学院 (CAS) の軍事医学科学院および武漢病毒研究所 (WIV) の共同研究により、本ウイルス阻害効果がまずまずよい (fairly good) 既存薬を3種類発見したと報道された。すなわち、RNAポリメラーゼ阻害剤レムデシビル、クロロキン および リトナビル である。それらは臨床使用承認申請手続中と述べた。
そのレムデシビル、また、I型インターフェロン、ロシアの抗ウイルス剤トリアザビリン（Triazavirin）の試験はその時期に始まった。

### 北欧
ノルウェー科学技術大学のPetter I. Andersenらは、人体に対して安全で薬効範囲の広い120種類の抗ウイルス薬からなるデータベースを作成し、本ウイルス疾患の治療に有効な可能性のある31種類の薬剤を以下のように例示されている (2020年2月12日第6版）。

## 抗体医薬の開発

### リジェネロン
2020年2月4日、アメリカ合衆国保健福祉省は、米製薬大手リジェネロン・ファーマシューティカルズと提携し、本ウイルス感染症の治療のためのモノクローナル抗体の開発を行っていると発表した。HHSによると、リジェネロンはコンゴ民主共和国内で発生したエボラ出血熱の試験薬を開発する際に使用された技術と同様の技術を使用するという。同社は2月6日、同治療法が数カ月以内には一部の患者に使える可能性が大きいと発表した。同年10月2日、アメリカ合衆国大統領ドナルド・トランプに対し、コンパッショネート使用により同社の「REGN-COV2」（2つのモノクローナル抗体を組み合わせた『カクテル』）8グラムを投与したことを医師団が発表した。

### トランスクロモソミックス
2020年2月27日、医薬品開発の「Trans Chromosomics（トランスクロモソミックス）」社（鳥取県米子市）は、独自の抗体作製技術などを活用し、本ウイルスの治療用の抗体医薬（ヒト型モノクローナル抗体）の作製に着手すると発表した。同社は、鳥取大学発の創薬ベンチャーである「カイオム・バイオサイエンス」社の共同研究先。

## その他治療薬の開発

### ファイザー
2020年3月2日に米国の製薬会社ファイザーが明らかにした情報によれば、本ウイルスを抑制する可能性のある抗ウイルス性化合物を同定し、第三者機関と検査を進めている。同年3月末までに検査終了、2020年末までに臨床試験開始を目指す。

### 武田薬品工業
2020年3月4日、武田薬品工業は、本疾患に対して、2019年に買収したアイルランドの大手製薬会社シャイアーが持っていた血液由来の医薬品技術で治療薬を開発すると発表した。免疫機能を高める治療薬「TAK-888」を作るとされ、これは回復した患者の血漿から採取した病原体特異的な抗体を濃縮したもので、これを投与すると患者の免疫系の活性が高まり、回復の可能性が高まることが期待できるという。すでに米国やアジア、欧州の規制当局と調整を進めている。9カ月から18カ月程度で治験を終える計画としている。
COVID-19に対する治療薬ではギリアドのレムデシビル、アッヴィのカレトラ、富士フイルムのアビガンなどの有効性が指摘されてきたが、いずれも既存薬の応用で、新規開発を表明したのは武田薬品が初となる。
武田薬品と日本国外の9社からなるCoVIg-19アライアンスでは、2020年10月から米国国立衛生研究所（NIH）と共同で第三相臨床試験（ITAC試験；Inpatient Treatment with Anti-Coronavirus Immunoglobulin trial）を実施していたが、2021年4月、評価項目を達成出来なかった旨が発表された。

### ウイルス中和タンパク質（改変ACE2受容体）
2021年6月21日、京都府立医科大学、大阪大学、日本医療研究開発機構らの研究により、抗体製剤と同等の治療効果を持つウイルス中和タンパク質（改変ACE2受容体）が開発された。
新型コロナウイルスが感染する際の受容体であるACE2タンパク質を改変してウイルスとの結合力を約100倍にまで高めた、治療効果を持つウイルス中和タンパク質である。ウイルス中和タンパク質がウイルス結合するため、ウイルスは細胞表面ACE2タンパク質に結合できず細胞侵入できなくなる。
このウイルス中和タンパク質は変異株にも有効であとされる。また、ウイルスが改変ACE2受容体に結合されないように変異したとしても、それは正常な細胞のACE2受容体とも結合できなくすることであり、変異したウイルスは感染力をうしなう、そのため将来にわたり実質的に本受容体に対する逃避変異株が生じる心配がないとされる。

### 3CLプロテアーゼ阻害薬
北海道大学と塩野義製薬の共同研究で開発された3CLプロテアーゼ阻害薬の
エンシトレルビル（英: Ensitrelvir、コード名: S-217622、商品名: ゾコーバ (英: Xocova)）は、新型コロナウイルス（SARS-CoV-2）が増殖するのに必要な3CLプロテアーゼという酵素を阻害することで、ウイルスの増殖を抑制する。治験では投与した場合、ウイルス力価およびウイルスRNA量が速やかに減少し、4日目にはウイルス力価の陽性患者割合がプラセボ群と比較して約60-80%減少し、ウイルス力価陽性患者の割合は10%未満まで減少することが確認されている。また、投与後に入院を必要とする重症者の発生は確認されていない。症状改善効果については、プラセボ群と比較して改善方向に推移したが、統計学的に有意な差は認められなかった。しかし、呼吸器症状（鼻水または鼻づまり、喉の痛み、咳、息切れ (呼吸困難)）には有意な改善が確認された。安全性についても、有害事象は軽度であり、副作用も全て軽度であるとされる。

### 特殊環状ペプチド
特殊環状ペプチド（開発コード:PA-001）は、ペプチエイドと国立感染症研究所が共同研究している新型コロナウイルス感染症治療薬である。極めて高い抗ウイルス活性（レムデシビルとの
比較試験において数千倍）をもつとされる。従来株だけでなく、アルファ株、ベータ株、ガンマ株、デルタ株やオミクロン株などの変異株に対して高い抗ウイルス活性を有するとされる。また注射剤と並行して、経口剤も開発を進めている。

## 文献
- 謝心範, 山本理「新型コロナウイルス感染症（COVID-19）と戦う現場の漢方薬 - 三薬三方-」『日本補完代替医療学会誌』第17巻第1号、日本補完代替医療学会、2020年、73-81頁、doi:10.1625/jcam.17.73、ISSN 1348-7922、NAID 130007852890。